# R v Elliott審判
R訴艾略特案審判是一場發生於加拿大安大略省多倫多有關於騷擾犯罪的判例。葛雷哥利·亞倫·艾略特（Gregory Alan Elliott）被女權主義份子史蒂芬妮·古斯里（Stephanie Guthrie）指控曾經在加拿大的多倫多地區騷擾了三名女子，這件審判不僅因為牽扯到了加拿大對於言論自由尺度的定義而受到多方面關注，它是第一件發生在社群網站「推特」上的騷擾犯罪案例。
在審判過程中，其中一名原告女子放棄了原本的指控退出審判。 在2016年1月22號安大略省法庭法官Brent Knazan駁回了所有對葛雷哥利·亞倫·艾略特有關於騷擾的指控，艾略特原本因為禁令被禁止使用推特三年，但最終在審判還給他清白之後，他可以恢復重新使用推特的權利。

## 起因
知名的女權主義份子評論家阿妮塔·薩克伊西恩製作了大量影片，以批評電視遊樂產業中物化女性的內容。她製作的影片有許多錯誤不實的地方引起了許多電視遊樂玩家的不滿與批評 。更是收到了許多威脅與騷擾  ，其中最有名的是由遊戲製作者本迪林·斯普爾（Bendilin Spurr）所製作的遊戲，其內容是玩家可以攻擊阿妮塔·薩克伊西恩的圖像使其鼻青臉腫。
女性主義者史蒂芬妮·古斯里運用自己的影響力透過當地的媒體批鬥本迪林·斯普爾。葛雷哥利·亞倫·艾略特是一個美術家，他對於史蒂芬妮·古斯里的粗暴手法提出批評，認為古斯里這種運用媒體批鬥打壓某單一特定人士的行為與斯普爾的暴力遊戲沒有兩樣。惱羞的古斯里於是封鎖並舉報了艾略特的推特帳戶，然而推特的管理員並不認為艾略特的行為違反了他們的規定。艾略特繼續在推特上對古斯里的行為提出批判，於是古斯里聚集了一群同志意圖以捏造的罪名來指控艾略特對女性騷擾。

## 爭議
女性主義活動家史蒂芬妮·古斯里在過程中涉及教唆13歲的少女對葛雷哥利·亞倫·艾略特提出有關於戀童癖犯罪行為的不實指控，涉及操控多人偽造艾略特的假推特帳號，並透過該偽造帳號貼出許多反同性戀與冒犯女性的騷擾言論，意圖醜化葛雷哥利·亞倫·艾略特的社會名聲。

## 審判過程
葛雷哥利·亞倫·艾略特在2012年被指控對史蒂芬妮騷擾，艾略特因此被限制不得透過電腦或手機使用推特，艾略特因此而失去了他的工作。
審判的癥結點集中在女性是否合理的因為網路上的言論而感受到實質的威脅 。在雙方交互詰辯中，古斯里為她在推特上持續性的嘲諷與攻擊艾略特的行為提出辯護 。而艾略特的律師則指出古斯里才是騷擾別人的元兇 。
在2016年1月22號安大略省法庭駁回了所有對葛雷哥利·亞倫·艾略特有關於騷擾的指控，法官Brent Knazan認為沒有證據足以顯示艾略特的推特言論對女性造成了恐懼與威脅，因為在艾略特的推特貼文中找不到關於暴力與性騷擾的言論，這表示了艾略特沒有顯露出傷害女性的意圖。
在2016年3月4號法官更進一步的修正了她原本的對於艾略特推特中涉及恐同症與猥褻的的指控。法官Brent Knazan指出在經過詳細調查之後，原本被認為是艾略特推特中涉及侮辱同性戀與女性的部分，該推特並不是由艾略特所掌控的真正帳號，而是由其他匿名人士所創造的假帳號，其目的可能是要誣陷艾略特並且塑造艾略特的負面形象。

## 後續效應
這次審判被認為大大影響了加拿大法庭對於言論自由尺度的重要判例與見解